# 松田川 (四国)
松田川（まつだがわ）は、愛媛県・高知県の2県に跨る二級河川である。水系名は松田川であるがこれは高知県内における名称であり、愛媛県内では槇川（まきがわ）ないし元越川（もとごえがわ）と呼ばれる。

## 地理

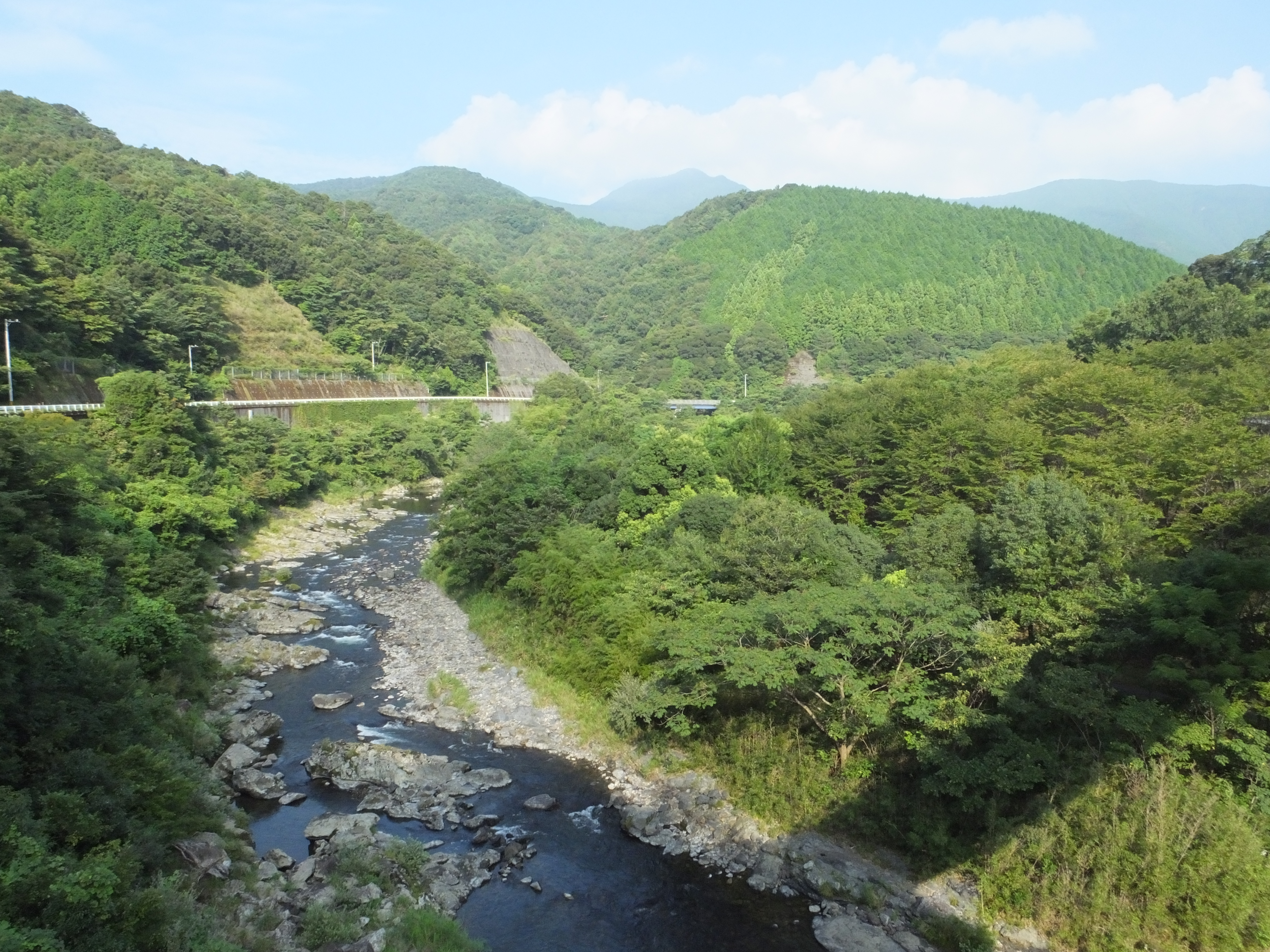
日平湖面橋より上流方

愛媛県宇和島市津島町下畑地の小岩道を水源とし北東流する。水源付近は上槇上組の集落（上槇盆地）で、流量が豊富な支流を左右から複数合わせるため河川幅は広い。以降も北隣の岩松川水系や南隣の僧都川水系を隔てる山地（篠山山地）から多くの小支流を集め東進する。それにしたがい川底にも大きな岩が数多く並び渓谷の様相を呈する。犬除付近で北から御内川を合わせ、並行する道路も愛媛県道286号御内下畑地線から高知県道・愛媛県道4号宿毛津島線へと変わる。境川の合流とともに高知県宿毛市へ入り、河川名は松田川となる。愛媛県区間は前述の通り槇川ないし元越川と呼ばれるが、河川法上は八号橋付近を境に上流が元越川・下流が槇川という名称であり、いずれも愛媛県が管理する二級河川である。
県境付近は出井渓谷という通称があり、花崗岩の河底に急流が渦巻くことで礫や砂が岩を削り、数多くの浸食穴が形成された奇岩が並ぶ。この出井甌穴（いでいおうけつ）は幅40m・長さ200mにわたり大小200余りの浸食穴が見られるもので、1965年（昭和40年）6月18日に高知県の天然記念物に指定された。
出井渓谷を過ぎても森に囲まれた急流は続き、両岸の山も高くなる。少しずつ南下してゆくと、日平や楠山などでは小学校跡地等を活用したキャンプ場兼用の公園が整備されている。また日平湖面橋から下流方に見える日平橋は松田川唯一の沈下橋である。そこから間もなく坂本ダムのダム湖（どんぐり湖）へ入り、蛇行を繰り返す。ダムを抜けても様子は変わらず、坂本集落にて下藤川を合わせる。橋上町神有付近より両岸が開け始め、まとまった集落が現れる。瀬戸崎付近では大きく蛇行しており河原も広い。山麓に水田や集落が並ぶ中で流れを南東から南西へと変え、平井付近で最大支流の篠川を合わせる。篠川もまた本流同様に愛媛県を水源とし2県に跨る河川である。松田川は間もなく宿毛市中心部へ入り、市街地の東端から南端へ回り込み宿毛湾へ流入する。河口は一島や大島などがあり入り江になっている。

## 治水

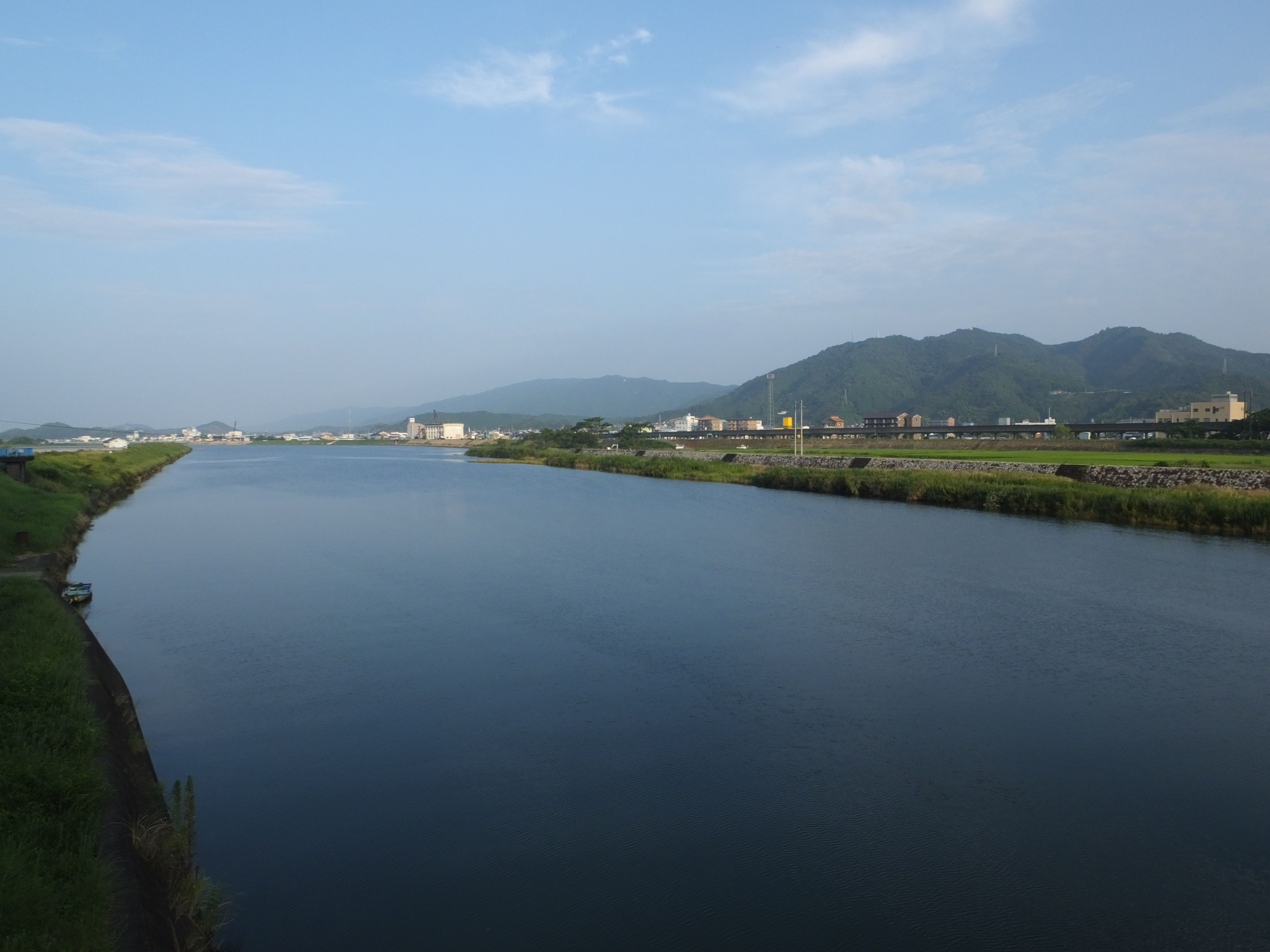
宿毛橋より下流方、右岸に宿毛市街地

### 近代以前の治水
松田川の水害対策は平安時代には行われていた。宿毛水田の開発を行った空海は松田川に堤防を築くとともに、決壊防止のため竹を植えたとされる。
江戸時代には、土佐藩家老野中兼山の指導により宿毛総曲輪（すくもそうくるわ）及び河戸堰（こうどぜき）が築かれた。当時の松田川は本流の他に古川・清水川・牛の瀬川といった分流が宿毛の町を貫流しており、氾濫が起きやすかった。宿毛総曲輪はこれらを当時南部を流れていた荒瀬川のルートにまとめて一本化するとともに、宿毛の周囲を堤防で固めるというものである。規模は現在の河戸堰下流及び中新田から貝塚にかけての延長2,800m・幅6 - 10mに及ぶもので、更に河戸から下流300mの間には堤防と川岸の間に竹が植えられた。工事は寒中決行で行われ休むことは許されず、特に荒瀬川の開削拡張にあたってはかなりの苦労があったという。『清文公御一代記』によれば、1654年（承応3年）の洪水の際、宿毛山内家の住む川戸土居の内堤が切れたところに米俵を打ち込み塞いだのを、3代藩主の山内忠豊が称賛したことから構想されたもの。この堤防の最大の特徴は、宿毛側（右岸）の堤防が6m程度であるのに対し、対岸の堤防をそれより2 - 3m程度低くすることで、氾濫の際に対岸の和田地区や坂ノ下地区から水没するようにして宿毛の町を守る構造になっていることである。宿毛側の堤防には「はね」と呼ばれる水の跳ね返し突堤も複数設けられていた。ゆえに以降の和田・坂ノ下両地区では洪水が頻発することとなり、逆らうわけにもいかなかった住民は住居を高台へ移すなどしたが、水田はやはり被害を免れなかった。このことから兼山の事業は一概には評価されていない面がある。一方の河戸堰は、松田川を石畳でせき止めて三方の水路で宿毛水田へ配水し、諸用水や防火対策として使用させるものである。これらの水路は今なお現役で使用されている、また河戸堰は長さ145m・幅23mで、糸流し工法と呼ばれる兼山独特の湾曲構造である。これら2つの治水事業はいずれも1658年（万治元年）に完了し、現在も重要な役割を果たしている。
しかしながら、1920年（大正9年）8月17日に松田川で大洪水が発生した際に宿毛総曲輪が決壊し、60名の死者を出したこともある。宿毛総曲輪は海面堤防とともに修復作業に追われた。

### 松田川総合開発事業

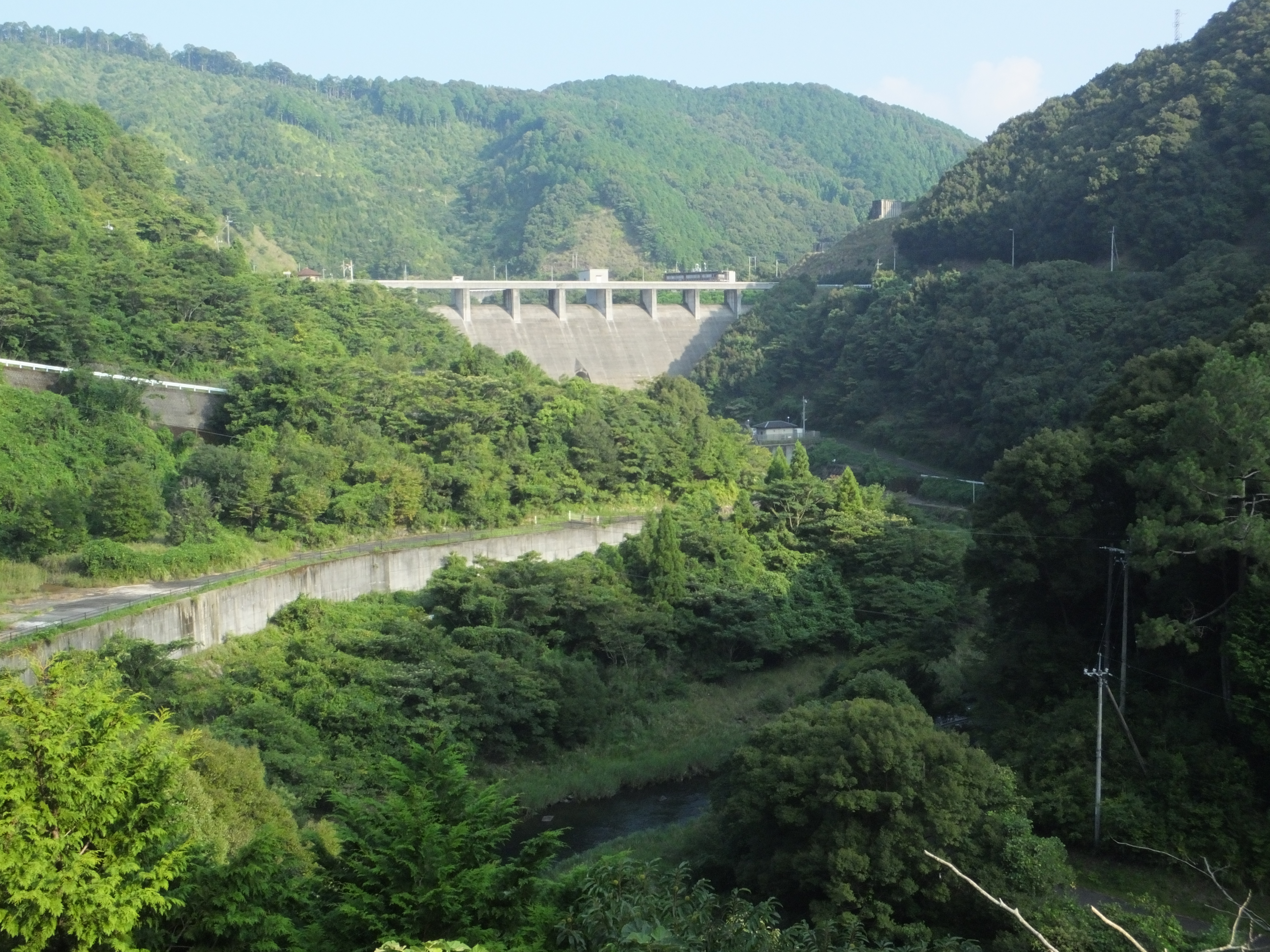
坂本ダム

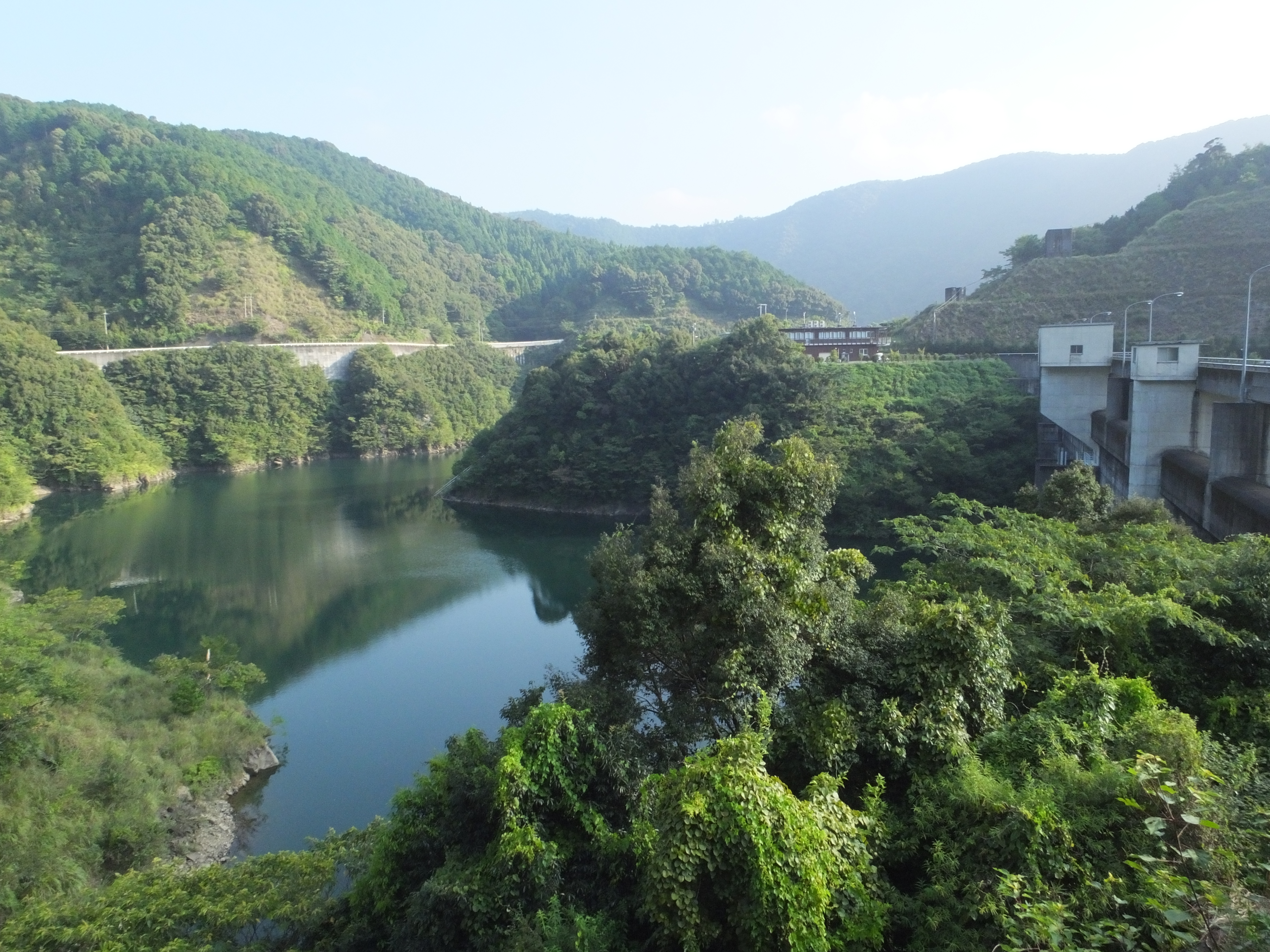
坂本ダムと「どんぐり湖」

大正期の氾濫以降も松田川は戦後に複数回の氾濫を起こしたため、松田川総合開発事業を策定して治水対策へ取り組むこととなった。この事業は坂本ダム建設事業及び松田川広域河川改修事業の2つで構成される。
坂本ダム建設事業では、中流部の宿毛市橋上町坂本に洪水調整・流量の安定確保・発電を目的とした多目的ダムが建設された。予備調査は1968年（昭和43年）より行われ、1972年（昭和47年）から実施計画調査に着手。1983年（昭和58年）度に着工し2001年（平成13年）2月に竣工、総事業費は391億円であった。ダム湖は一般公募により「どんぐり湖」と命名された。湖畔には池ノ上公園・楠山公園・日平公園が整備され、親水性の向上にも寄与している。
一方、河戸堰が固定堰であったことから氾濫時に大量の洪水が堰の手前で滞留してしまうことが問題視されるようになった。松田川広域河川改修事業においては、この河戸堰を改築して可動堰とすることが計画された。長年親しまれてきた伝統建築であったため反対運動があったものの、1993年（平成5年）に旧河戸堰の右岸側一部を保存すること、河戸堰下流右岸700mにわたり河川プールと親水公園（松田川親水公園）を整備することで一致し、1994年（平成6年）度に着工・2004年（平成16年）度に完成し運用が開始された。その後も本事業に基づき、二ノ宮付近より下流5,700mについて築堤・河道拡幅・河床掘削などの工事が進められている。
更に2015年（平成27年）度からは、南海地震への対策として国の「高潮対策事業」などを導入した松田川地震高潮対策工事が進められている。松田川両岸計3kmを含む沿岸10㎞について堤防の新設・嵩上げ・耐震化によって長期浸水を軽減する狙い。市街地がマグニチュード9クラスの地震によって最大2.4m地盤沈下するとの内閣府の想定に基づき、堤防の高さは最大2.5mとしている。一方で予算の都合上強度はマグニチュード8.4を想定。総工費100億円以上のうち4割を高知県・1割を宿毛市が負担することとされた。

## 支流

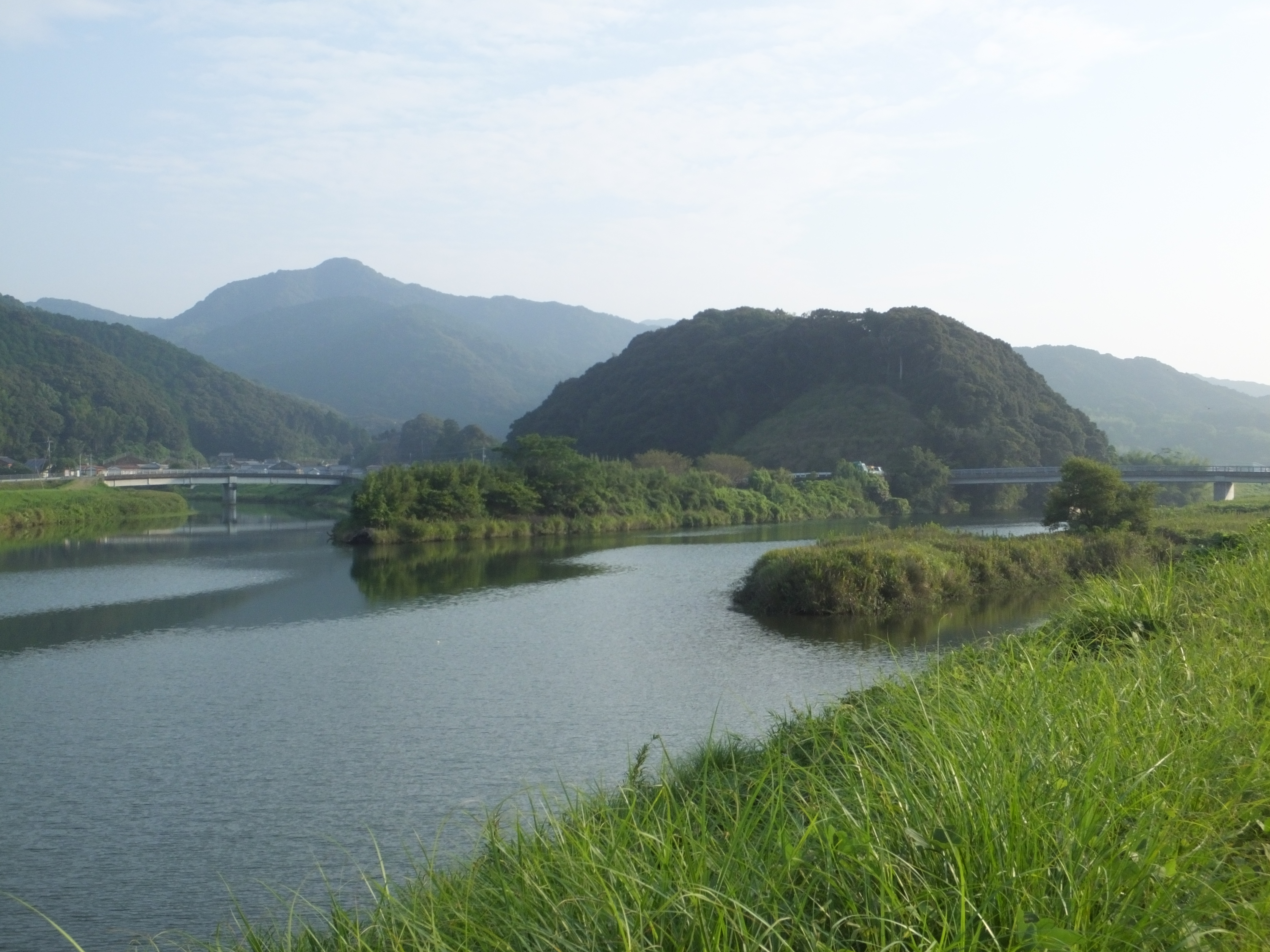
松田川（右）に合流する篠川（左）、架かっているのは文殊橋（松田川）と二ノ宮橋（篠川）

上流より記載、太字は二級河川
- 境川
- 御内川
  - 加塚川
- 祓川
- 境川
- 下藤川
- 長谷川
- 小浜川
- 宮ノ川川
- 京法川
- 矢の川
- 上荒瀬川
- 篠川
  - 板の川
  - 大田川
    - 小屋谷川

  - 深田川
  - 譲谷川
    - 水谷川

  - 長追川
  - 榎川
  - 増田川
    - 舟の川
    - 熊太郎川
    - 堅木山川
    - 東地川
    - 国木原川
    - 老農川
    - 広見川
      - 大西川
      - 丹座川
      - 大谷川

    - 夏山谷川
    - 小山川
      - 松尾川
      - 立場谷川

    - 周者籔川

  - 宮ノ川
  - 広岡谷川
  - 河原谷川
- 稗田川
  - からこ谷川
- 荒瀬川

## 主な橋
上流より記載
- ○○橋
- 上槇橋
- ○○橋
- 日の平橋
- 蔭平橋 - 愛媛県道46号宇和島城辺線
- 影平橋
- 上組橋
- ○○橋
- 影平橋
- ○○橋
- 赤碆橋 - 愛媛県道286号御内下畑地線
- 八号橋 - 愛媛県道286号御内下畑地線
- ○○橋
- 古岩橋
- 篠山新橋
- ○○橋

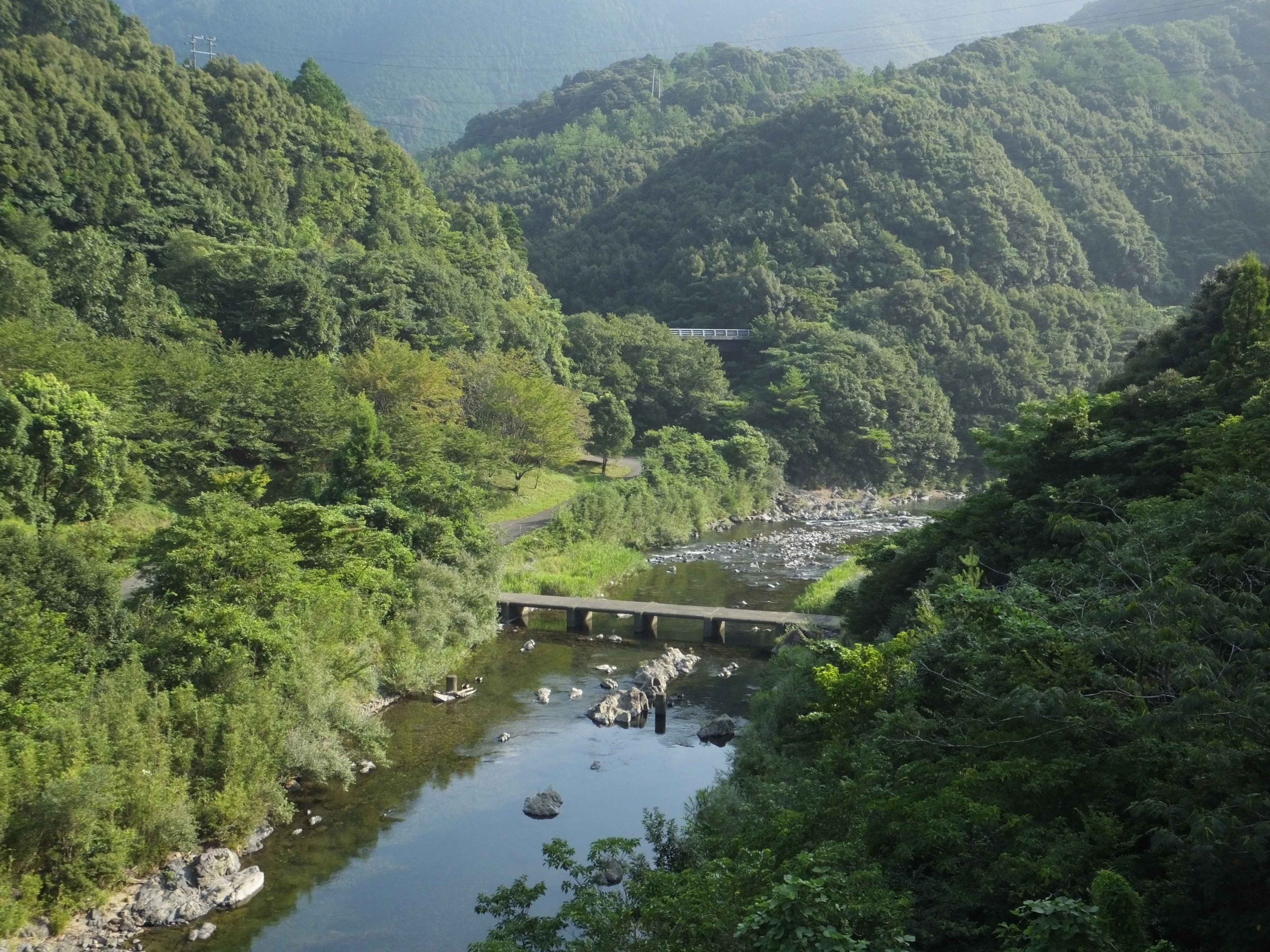
松田川唯一の沈下橋、日平橋

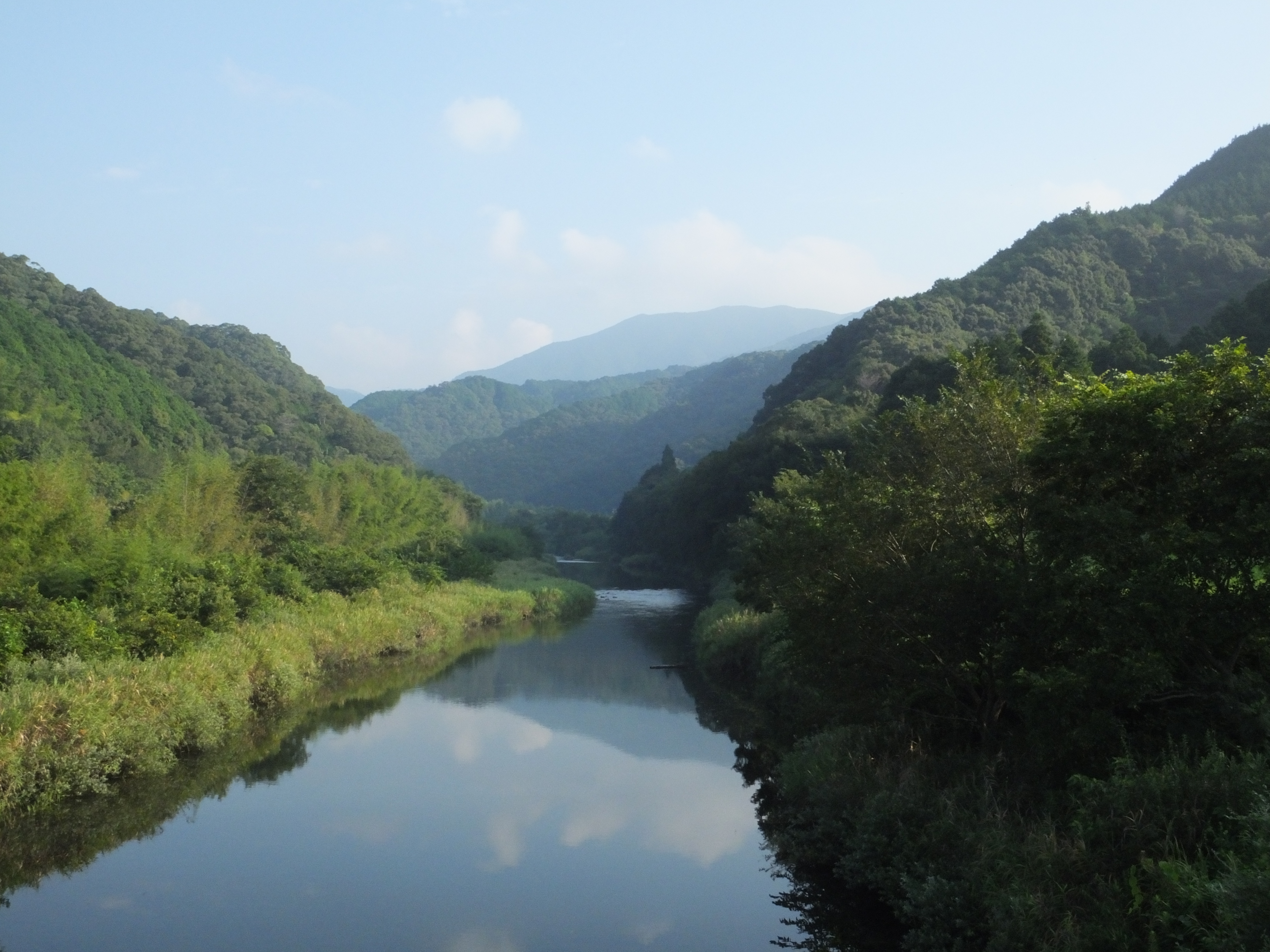
神有付近より上流方

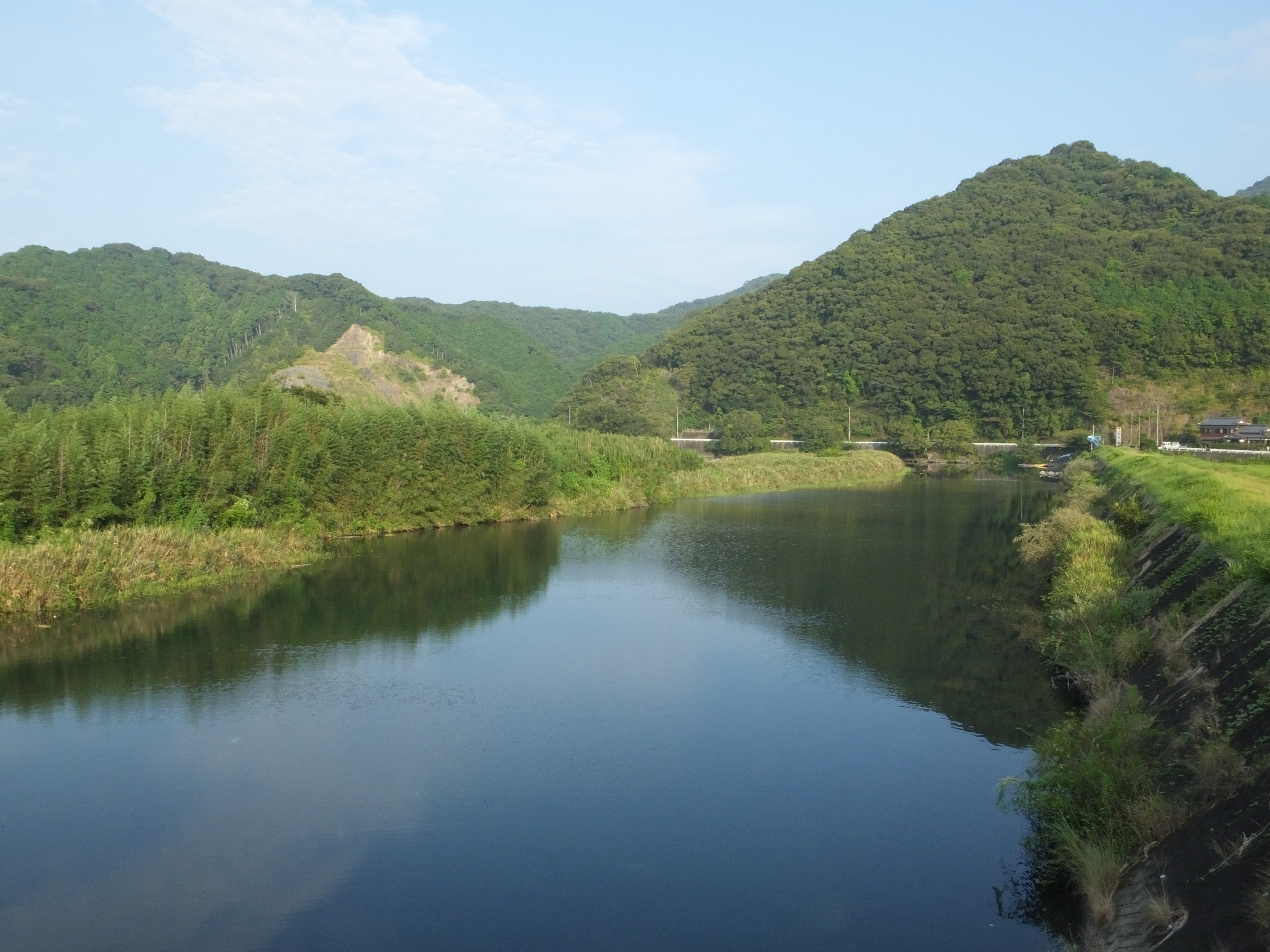
和田橋より下流方

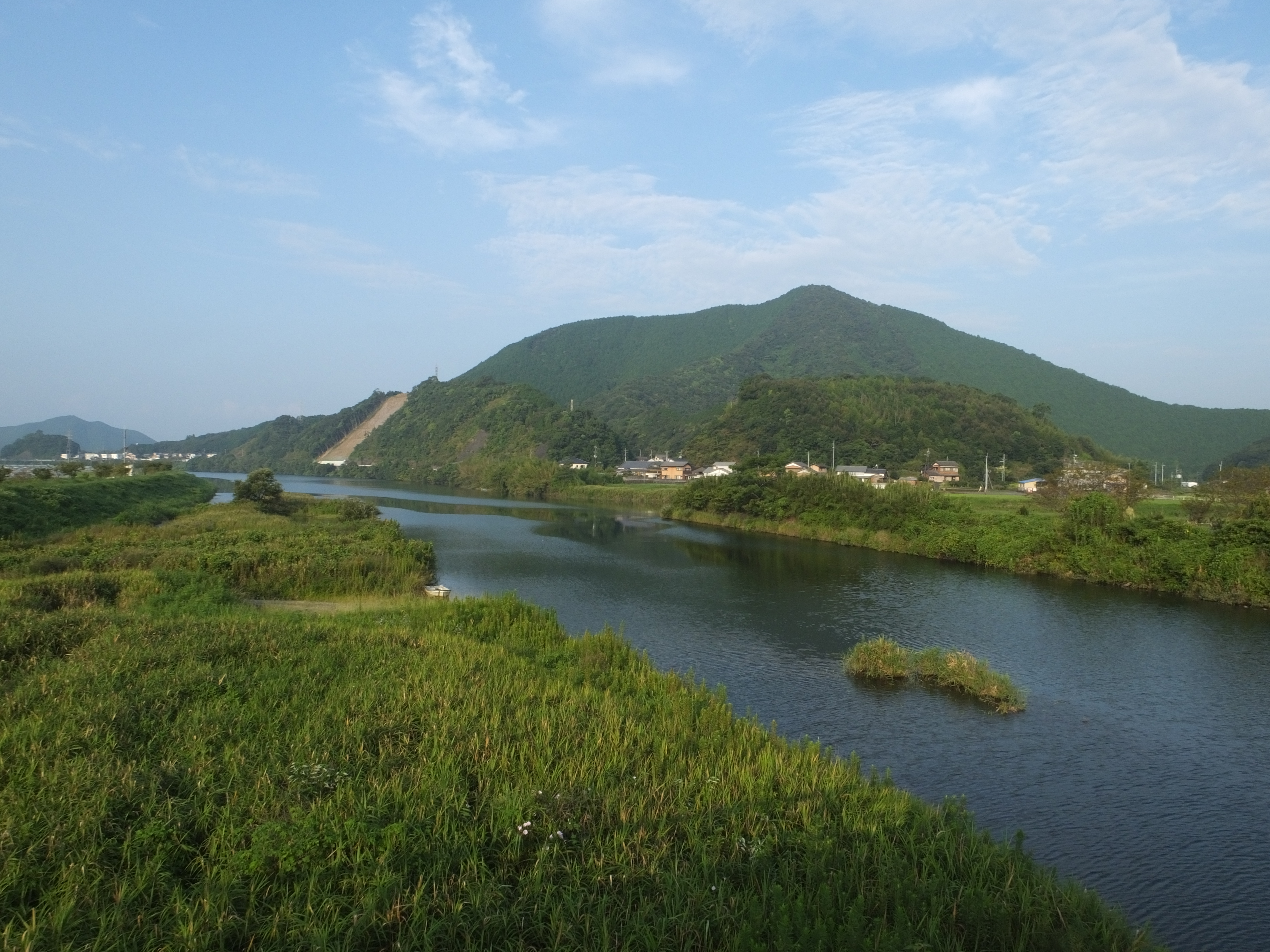
文殊橋より下流方

- ○○橋 - 高知県道・愛媛県道4号宿毛津島線
- 日平湖面橋
- 日平橋（沈下橋）
- 楠山湖面橋
- ○○橋
- 惣師湖面橋
- （坂本ダム）
- 坂本大橋 - 高知県道・愛媛県道4号宿毛津島線
- 西春橋
- ○○橋
- 下坂本橋
- ○○橋
- 瀬戸崎1号橋
- 奥奈路橋
- 新橋上橋 - 高知県道・愛媛県道4号宿毛津島線
- 橋上橋
- 八ヶ合橋 - 高知県道353号橋上平田線
- 樋の口橋
- 和田橋
- 文殊橋
- 松田川水管橋
- 河戸堰管理橋
- 宿毛大橋 - 高知県道・愛媛県道4号宿毛津島線
- 新宿毛大橋 - 国道56号
- 土佐くろしお鉄道宿毛線橋梁
- 宿毛橋
- 松田川橋 - 国道321号

## 参考資料
- 松田川広域河川改修事業（高知県）
- 出井甌穴（宿毛市）